# ستبانث

الستبانث (بالسنسكريتية: सतपन्थ)‏ لفظة سنسكريتية تعني الطريق الصحيح، وهي تسمية تقنية هندية أطلقت على التقليد الإسماعيلي المحلي للخوجة النزاريين في الهند.
بالبناء على جملة متعددة من المفاهيم والمواضيع المحلية السائدة في السياق الهندو-إسلامي للهند فقد أصبح هذا التقليد النزاري معروفا باسم ستبانث (ست بانث)، وهي تنعكس بكثرة في الجنان، وهو الأدب التعبدي الولائي للخوجة.